# Vizegrafschaft Châteaudun
Die Vizegrafschaft Châteaudun entstand im 10. Jahrhundert mit der Hauptstadt Châteaudun.
Nachdem Graf Theobald I. von Blois († 975) Châteaudun in seinen Besitz gebracht hatte (und seitdem den Titel eines Grafen von Châteaudun führte), wurde dort im Jahr 967 eine Vizegrafschaft eingerichtet, die unter den Nachkommen des ersten Vizegrafen (Vicomte) bis zum Ende des 14. Jahrhunderts bestand.
Durch Zusammenlegung mit den Herrschaften Mortagne und Nogent entstand zeitweise eine größere Grafschaft, die aber durch die Abspaltung Châteauduns bald wieder zerfiel. Der Rest erhielt den Namen Le Perche.

## Vizegrafen von Châteaudun

### Haus Châteaudun
- Gottfried I. (Geoffroy I.), † kurz nach 986, 967 Vicomte de Châteaudun
- Hugo I. (Hugues I.), † 1026, dessen Sohn, 989-1003 Vicomte de Châteaudun, 1005 Erzbischof von Tours
- Gottfried II., † 1039/40, „nepos“ Hugos I., 1004 Vicomte de Châteaudun,
- Hugo II., Sohn Gottfrieds II., Vicomte de Châteaudun,
- Rotrou, † wohl 1080, Bruder Hugos II., nach 1039 Vicomte de Châteaudun, 1058 Graf von Mortagne
- Hugo III., † 1110, jüngerer Sohn Rotrous, um 1080 Vicomte de Châteaudun
- Gottfried III., † 1140/45, Sohn Hugos III., 1110 Vicomte de Châteaudun,
- Hugo IV., † wohl 1180, Sohn Gottfrieds III., 1145 Vicomte de Châteaudun
- Gottfried IV., † 1176, Sohn Hugos IV., 1175 Vicomte de Châteaudun
- Hugo V. Callidus, † vor 1191, Bruder Gottfrieds IV., 1176 Vicomte de Châteaudun
- Gottfried V., † 1218/1219, Sohn Hugos V., 1191 Vicomte de Châteaudun
- Gottfried VI., † 1250, Sohn Gottfrieds V., nach 1218 Vicomte de Châteaudun,
- Klementia (Clémence), † vor 1259, Tochter Gottfrieds VI., Vicomtesse de Châteaudun

### Andere Familien
- Robert de Dreux, † 1265, Klementias Ehemann, Vicomte de Châteaudun
- Jolanthe (Yolande) de Dreux, Tochter Roberts, Vicomtesse de Châteaudun
- Raoul II. de Clermont, Herr von Nesle, † 1302, Ehemann Jolanthes, Vicomte de Châteaudun, 1268 Connétable von Frankreich
- Alix, † 1330, Tochter von Raoul II., Vicomtesse de Châteaudun; ⚭ Wilhelm IV. von Flandern, genannt Wilhelm ohne Land, † 1311, ein Sohn von Guido I., Graf von Flandern (Haus Dampierre)
- Wilhelm, † 1320, Sohn von Alix und Wilhelm IV., Vicomte de Châteaudun
- Maria, Schwester Wilhelms, Vicomtesse de Châteaudun, ⚭ I 1312 Robert VII., Graf von Auvergne und Boulogne, † 1325; ⚭ II vor 1330 Ingelger I. d’Amboise, † vor 1373 (Haus Amboise)
- Guillaume I. de Craon, † 1387, 1340 Vicomte de Châteaudun, angeheiratete Neffe Wilhelms und Marias (Haus Craon)
- Guillaume II. de Craon, † 1409/1410, bis 1395 Vicomte de Châteaudun
- Jeanne d’Amboise, † vor 1403, um 1400 Vizegräfin von Châteaudun, Tochter Marias und Ingelgers (Haus Amboise)